# Gurgy
 Gurgy  es una población y comuna francesa, en la región de Borgoña, departamento de Yonne, en el distrito de Auxerre y cantón de Seignelay.

## Demografía
| 543 | 556 | 783 | 1198 | 1453 | 1648 |
| Para los censos de 1962 a 1999 la población legal corresponde a la población sin duplicidades (Fuente: INSEE [Consultar]) |     |     |      |      |      |